# Microdeutopus oculatus
Microdeutopus oculatus är en kräftdjursart. Microdeutopus oculatus ingår i släktet Microdeutopus och familjen Aoridae. Inga underarter finns listade i Catalogue of Life.